# Теорема Фробеніуса
Теорема Фробеніуса — теорема, що описує основні алгебри з діленням.
Ця теорема сформульована німецьким математиком Фердинандом Георгом Фробеніусом в 1878 році.

## Формулювання теореми
Довільна альтернативна алгебра з діленням ізоморфна одній з чотирьох алгебр:
1. дійсних чисел
2. комплексних чисел
3. кватерніонів
4. октоніонів

## Доведення
Якщо {\displaystyle \ {\mathcal {A}}} — альтернативна алгебра з діленням, то доводяться її властивості:
- Алгебра {\displaystyle \ {\mathcal {A}}} має одиницю.

- Якщо елемент {\displaystyle \mathbf {a} \in {\mathcal {A}}} і не пропорційний {\displaystyle \mathbf {1} ,} то сукупність {\displaystyle \ {\mathcal {K}}_{a}} елементів виду {\displaystyle \alpha \mathbf {1} +\beta \mathbf {a} ,} утворює підалгебру, ізоморфну алгебрі комплексних чисел.

- Якщо елементи {\displaystyle \mathbf {a_{1},a_{2}} \in {\mathcal {A}}} не належать одній підалгебрі {\displaystyle \ {\mathcal {K}}_{a},} то сукупність {\displaystyle \ {\mathcal {Q}}_{a_{1}a_{2}},} елементів виду {\displaystyle \alpha \mathbf {1} +\beta \mathbf {a_{1}} +\gamma \mathbf {a_{2}} +\delta \mathbf {a_{1}a_{2}} ,} утворює підалгебру ізоморфну алгебрі кватерніонів.